# التسلسل التاريخي لفلسطين
التسلسل التاريخي لفلسطين منذ العصور الأولى وحتى عام 1949.

## قبل الميلاد
600,000-10,000 قبل الميلاد (العصر الحجري)
بقايا إنسان من العصر الحجري وجدت في منطقة جنوبي بحيرة طبريا تعود إلى حوالي 600,000 سنة قبل الميلاد.
10,000-5,000 قبل الميلاد (العصر الحجري الحديث)
إنشاء مجتمعات زراعية مستقرة.
5,000-3,000 قبل الميلاد (النحاس والأدوات الحجرية)
آثار من هذه الفترة وجدت بالقرب من أريحا وبئر السبع والبحر الميت.
3,000-2,000 قبل الميلاد (أوائل العصر البرونزي)
وصول واستيطان الكنعانيين (3,000-2,500).
1,250-1,225 قبل الميلاد
وصول شعب إسرائيل إلى كنعان والاستيطان.
965-928 قبل الميلاد
الملك سليمان. بناء المعبد في القدس.
928 قبل الميلاد
تقسيم دولة إسرائيل إلى مملكتي إسرائيل ويهودا.
721 قبل الميلاد
الغزو الآشوري لمملكة إسرائيل.
586 قبل الميلاد
هزم البابليون مملكة يهودا تحت قيادة نبوخذ نصر. ترحيل سكانها إلى بابل؛ تدمير المعبد.
539 قبل الميلاد
احتلال الفرس لبابل. عودة بعض من يهود بابل إلى فلسطين. بناء المعبد الجديد.
333 قبل الميلاد
غزو الإسكندر المقدوني لبلاد فارس الذي وضع فلسطين تحت الحكم اليوناني.
323 قبل الميلاد
موت الإسكندر المقدوني يؤدي إلى تناوب الحكم بين مصر وسوريا.
165 قبل الميلاد
انطلاق ثورة المكابيين على الحكم المصري والسوري الذي أدى لإنشاء دولة يهودية مستقلة.
63 قبل الميلاد
دمج فلسطين في الإمبراطورية الرومانية.
31 قبل الميلاد
زلزال جنوب فلسطين 31 ق.م.

## منذ عام 70 للميلاد إلى عام 1899
70 م
تدمير الإمبراطور الروماني تيتوس للهيكل الثاني.
135-132 م
قمع تمرد بار كوخبا. منع اليهود من دخول القدس. الإمبراطور هادريان يدمر القدس ويبني مدينة جديدة على أنقاضها اسمها إيليا كابيتولينا.
640-330 م
فلسطين تحت الحكم البيزنطي: القدس وفلسطين تصبح مسيحية بشكل متزايد.
638 م
الفتوحات الإسلامية تحت قيادة الخليفة عمر بن الخطاب تهزم الرومان في معركة أجنادين (جنوب غربي القدس الشريف) ويحكم العرب المسلمون فلسطين.
750-661 م
حكم الخلفاء الأمويون فلسطين من دمشق. بناء الخليفة عبد الملك بن مروان (685-705) لقبة الصخرة في القدس الشريف.
1258-750 م
الخلفاء العباسيين يحكمون فلسطين من العراق.
969 م
الفاطميون يحكمون فلسطين من مصر، ويعلنون أنفسهم خلفاء ويتنافسون مع الخلافة العباسية.
1071 م
قدوم السلاجقة للقدس وإرجاع فلسطين لحكم الخلافة العباسية.
1187-1099 م
احتلال الصليبيون لفلسطين وإقامة مملكة القدس اللاتينية.
1187 م
القائد صلاح الدين الأيوبي سلطان مصر والشام واليمن يهزم الصليبيين في حطين شمال فلسطين ويحرر القدس الشريف. الأيوبيون يحكمون فلسطين من القاهرة.
1260 م
المماليك يحكمون فلسطين من القاهرة ويهزمون المغول في معركة عين جالوت قرب الناصرة.
1291 م
تحرير المماليك لآخر المعاقل الصليبية في قيساريا وعكا.
1817-1516 م
حكم العثمانيين لفلسطين من إسطنبول.
1840-1832 م
حاكم مصر محمد علي باشا يحتل فلسطين، وبعد ذلك تعود للحكم العثماني.
1877-1876 م
بموجب الدستور العثماني الجديد، يحضر نواب مُنتخبون من القدس أول برلمان عثماني في إسطنبول
1878 م
تأسيس أول مستوطنة زراعية صهيونية في بتاح تكفا.
1903-1882 م
الموجة الأولى من المهاجرين الصهاينة التي شملت 25,000 يهودي تدخل فلسطين من أوروبا الشرقية.
1882 م
البارون إدموند دي روتشيلد في باريس يبدأ الدعم المالي للاستيطان اليهودي في فلسطين.
1888-1887 م
العثمانيون قسموا فلسطين إلى مقاطعات (سناجق) القدس ونابلس وعكا. سنجق القدس كان يدار مباشرة من إسطنبول، وأما عن سنجقي نابلس وعكا كانتا تتبعا ولاية بيروت.
1896 م
الصحفي والكاتب النمساوي - الهنغاري اليهودي ثيودور هيرتزل ينشر كتاب عنوانه «الدولة اليهودية» ويدعو لإنشاء دولة يهودية إما في فلسطين أو في أي مكان آخر.
1896 م
تأسيس البارون الألماني موريس دي هيرش لجمعية الاستعمار اليهودية في 1891 في لندن التي تبدأ مساعدة المستوطنات الصهيونية في فلسطين.
1897 م
انعقاد المؤتمر الصهيوني الأول في بازل - سويسرا ودعى لإنشاء «وطن قومي للشعب اليهودي في فلسطين»، وتأسيس المنظمة الصهيونية العالمية للعمل من أجل تحقيق هذا الهدف.

## منذ عام 1900 م إلى عام 1918 م
1901 م
انعقاد المؤتمر الصهيوني الخامس في بازل وتأسيسه للصندوق القومي اليهودي (Jewish National Fund)، وهدفه الرئيس شراء الأراضي في فلسطين لتصبح وقفًا لكل «الشعب اليهودي». إتخاذ قرار بتوظيف يهود فقط في هذه الاستثمارات الصهيونية.
1914-1904 م
الموجة الثانية من المهاجرين الصهاينة تصل فلسطين وتشمل حوالي 40,000 يهودي والتي تزيد نسبة السكان اليهود في فلسطين إلى حوالي 6 ٪. منذ البداية والحركة الصهيونية تدعي بأن فلسطين فارغة من السكان.
1909 م
إنشاء أول كيبوتس صهيوني الذي حُصر العمل فيه لليهود فقط. تأسيس مدينة تل أبيب شمالي يافا التي كانت مُخصصة لسكن اليهود فقط.
1914 م
اندلاع الحرب العالمية الأولى.
1916 م
30 كانون الثاني / يناير
مراسلات حسين - مكماهون بين الشريف حسين في مكة (قائد الثورة العربية ضد العثمانيين) والسير هنري مكماهون (المندوب السامي البريطاني في مصر) تنتهي بالاتفاق باستقلال ووحدة المقاطعات العربية التي تخضع للحكم العثماني.
16 ايار / مايو
إبرام معاهدة سايكس - بيكو سرًا بين بريطانيا وفرنسا وروسيا لتقسيم المقاطعات العربية التي تخضع للحكم العثماني. كشف البلاشفة الاتفاق في كانون الأول / ديسمبر 1917.
حزيران
الشريف حسين يعلن استقلال العرب عن العثمانيين، واندلاع الثورة العربية ضد إسطنبول.
1917 م
2 تشرين الثاني / نوفمبر
وعد بلفور. وزير الخارجية البريطاني بلفور قدم تعهدات بريطانية بإنشاء «الوطن القومي اليهودي في فلسطين».
1918 م
سبتمبر
احتلال فلسطين من قبل القوات البريطانية بقيادة اللنبي.
30 تشرين الأول / أكتوبر
انتهاء الحرب العالمية الأولى.

## منذ عام 1919 - 1923 م
1923-1919 م
الموجة الثالثة من المهاجرين الصهاينة التي شملت أكثر من 35,000 يهودي مما زاد نسبة السكان اليهود في فلسطين إلى 12 ٪ من المجموع الكلي. ملكية اليهود للأراضي عام 1923 تبلغ 3 ٪ من مساحة فلسطين.
1919 م
27 كانون الثاني / يناير - 10 شباط / فبراير
المجلس الوطني الفلسطيني الأول في القدس الشريف يرسل مذكرة إلى مؤتمر السلام بباريس يرفض فيها وعد بلفور ويطالب بالاستقلال.
28 آب / أغسطس
مؤتمر السلام بباريس يرسل لجنة تحقيق إلى الشرق الأدنى بقيادة الولايات المتحدة - أعضاء اللجنة هنري كينغ وتشارلز كرين. إنكلترا وفرنسا ترفضان المشاركة. توصي اللجنة بإجراء «تعديلات جدية» لفكرة «جعل فلسطين دولة يهودية».
1920
أبريل
اضطرابات في فلسطين تودي بحياة 5 يهود وبجرح 200. البريطانيين يشكلون لجنة بالين للتحقيق بأسباب الاضطرابات وتجد أن أسبابها عدم الوفاء بوعد بريطانيا العرب بالاستقلال والقلق من عواقب الحركة الصهيونية سياسيًا واقتصاديًا.
25 نيسان / أبريل
مؤتمر السلام في سان ريمو يعطي الوصاية الدولية أو الانتداب على فلسطين لبريطانيا.
مايو
بريطانيا تمنع انعقاد المجلس الوطني الفلسطيني الثاني.
1 يوليو
تعيين المندوب السامي السير هربرت صموئيل (السياسي اليهودي الصهيوني) لإدارة الانتداب البريطاني في فلسطين.
ديسمبر
المجلس الوطني الفلسطيني الثالث ينعقد في حيفا وينتخب اللجنة التنفيذية التي استمرت بقيادة الحركة السياسية الفلسطينية من 1920 إلى 1935.
1921 م
مارس
تأسيس الهاغانا (منظمة عسكرية صهيونية). مع أنها كانت سرية وغير مشروعة إلا أن الانتداب ساعدها وغض الطرف عن نشاطاتها. وفي نفس الوقت كان تطبيق القوانين كانت صارمًا ضد حيازة الفلسطينيين أي نوع من أنواع الأسلحة، فالكثير تم سجنهم لفترات طويلة فقط لحيازتهم مسدسات، ذخيرة، أو حتى السكاكين الشخصية (مطوى).
1 ايار / مايو
اضطرابات واسعة النطاق في يافا احتجاجًا على تزايد الهجرة الصهيونية تودي بحياة 46 يهوديا وتجرح 146. الاحتلال البريطاني يشكل لجنة تحقيق في تشرين الأول وتجد أن السبب كان تفاقم مخاوف الشعب الفلسطيني من تزايد الهجرة الصهيونية لفلسطين.
8 ايار / مايو
تعيين الحاج أمين الحسيني مُفتي للقدس الشريف.
أيار / مايو - حزيران / يونية
انعقاد المجلس الوطني الفلسطيني الرابع في القدس الشريف ويقرر إرسال وفد فلسطيني إلى لندن لشرح وجهة النظر الفلسطينية ضد وعد بلفور.
1922 م
3 حزيران
أصدر وزير الاستعمار البريطاني ونستون تشيرشل الكتاب الأبيض يستثني فيه شرق الأردن من نطاق وعد بلفور، ويشترط بأن تكون الهجرة اليهودية وفقا «للقدرة الاستيعابية الاقتصادية» للبلد.
24 تموز
عصبة الأمم تصادق على الانتداب البريطاني على فلسطين.
آب
انعقاد المجلس الوطني المؤتمر الفلسطيني الخامس في نابلس. إنعقد المؤتمر من 20 إلى 24 آب 1922 بحضور مائة مندوب يمثلون كل فلسطين وانتخب موسى كاظم الحسيني رئيسا للمؤتمر وتوفيق حماد نائبًا للرئيس واتخذ قرارات أهمها رفض الانتداب والدستور ومقاطعة انتخابات المجلس التشريعي وعدم الاشتراك في مشروع روتنبرغ للكهرباء وإصدار طوابع عليها شعارات فلسطينية ومقاطعة اليهود في البيع والشراء. شكلت لجنة تنفيذية للعمل علي تنفيذ القرارات.
تشرين الأول
أول إحصاء سكاني بريطاني لفلسطين وجد 757,182 نسمة. كانت نسبة العرب المسلمين 78 ٪، ونسبة العرب المسيحيين 11 ٪، و 9.6 ٪ من اليهود. كثيرًا ما يزعم الصهاينة أن فلسطين كانت فارغة من سكانها وكأنها كانت تنتظر رجوع اليهود إليها منذ 2000 عام.

## منذ عام 1923 - 1931 م
1923 م
29 ايلول / سبتمبر
الانتداب البريطاني على فلسطين يدخل رسميا حيز التنفيذ.
1928-1924 م
وصول الدفعة الرابعة من المهاجرين الصهاينة المكوّنة من 67,000 مهاجريهودي، وأغلبيتهم كانت من بولندا. تزايد نسبة السكان اليهود في فلسطين إلى 16 ٪ من المجموع الكلي، وتزايدت ملكيتهم للأراضي لتصبح 4.2 ٪ من مساحة البلد في عام 1928.
1925 م
الحركة الصهيونية التنقيحية أو التصحيحية (التي أسسها الصهيوني البولندي زائيف جابوتينسكي في باريس) تطالب بإنشاء دولة يهودية ليس فقط في فلسطين، بل في شرق الأردن أيضًا، وأكدت على أهمية تواجد القوة العسكرية لحماية الحركة الصهيونية.
أكتوبر
انعقاد المجلس الوطني الفلسطيني السادس في يافا.
1928 م
حزيران
انعقاد المجلس الوطني الفلسطيني السابع في القدس الشريف.

## منذ عام 1929-1939 م
وصول الدفعة الخامسة من المهاجرين الصهاينة التي شملت أكثر من 250,000 مهاجر يهودي، مما زاد نسبة السكان اليهود في فلسطين إلى 30٪، وأما عن نسبة ملكيتهم للأراضي في عام 1939 بلغت 5.7 ٪ من مساحة البلاد.
1929 م
أغسطس
اضطرابات بين اليهود والفلسطينيين حول السلطة على حائط البراق في القدس، وهو مكان مقدس لدى المسلمين واليهود. نتيجة المواجهات كانت 133 قتيل و 339 جريح يهودي وقتل الجيش البريطاني 116 فلسطينيًا وجرح 232.
أكتوبر
انعقاد المؤتمر الفلسطيني العام في القدس لصياغة موقف موحد تجاه خلافات حائط المبكى.
1930 م
14 كانون الثاني / يناير
عصبة الأمم تعيين لجنة دولية للتحقيق في الوضع القانوني للفلسطينيين واليهود بالنسبة لحائط المبكى.
مارس
لجنة التحقيق البريطانية (شاه) تحقق في أسباب اضطرابات 1929 وتجد السبب الرئيسي هو مخاوف الفلسطينيين من تزايد الهجرة اليهودية: «ليس فقط أن الهجرة اليهودية تهدد مصادر لقمة عيشهم، بل من احتمالية سيادة اليهود لفلسطين في المستقبل».
أكتوبر
تقرير اللجنة البريطانية هوب - سمبسون نص بأنه لا يوجد أراضي زراعية كافية في فلسطين لاستيعاب أعداد كبيرة من المهاجرين اليهود.
وزير الاستعمار البريطاني اللورد باسفيلد يصدر الكتاب الأبيض ويأخذ بعين الاعتبار توصيات لجنتي هوب - سمبسون وشاه.
1931 م
تتخذ إيتزل والأرغون (منظمتان صهيونيتان إنشقتا عن الهاغانا) سياسة أكثر صرامة وعدوانية ضد الفلسطينيين بقيادة جابوتينسكي.
14 شباط / فبراير
رئيس الوزراء البريطاني رامزي ماكدونالد يُرسل مذكرة إلى الزعيم الصهيوني حايم وايزمان يتراجع فيها عما تم المصادقة علية سابقًا في الكتاب الأبيض الصادر من وزير الاستعمار باسفيلد.
18 تشرين الثاني / نوفمبر
الاحتلال البريطاني يجري ثاني تعداد للسكان في فلسطين ويجد العدد الإجمالي 1,035,154 نسبتهم حسب الأديان موزعة كالتالي: 73 ٪ من الفلسطينيين المسلمين، واليهود 16.9 ٪ ، و 8.6 ٪ الفلسطينيين النصارى.
ديسمبر
نشر مدير التنمية البريطانية لفلسطين لويس فرنسية تقريره عن «العرب النازحين» وعزا سببها للاستعمار والاستيطان الصهيوني.

## منذ عام 1932 - 1938 م
1933 م
14 تموز / يوليه
وزير الدولة البريطاني يصدر قرارًا بإعادة توطين المزارعين الفلسطينيين الذين تشردوا نتيجة الاستعمار الصهيوني لأراضيهم.
1935 م
أكتوبر
انشقاق الحركة التنقيحية الصهيونية عن المنظمة الصهيونية العالمية وتشكيلهم لمنظمة صهيونية جديدة بقيادة فلاديمير جابوتنسكي الهادفة ((لتحرير)) ليس فقط فلسطين، بل وشرق الأردن أيضًا.
نوفمبر
استشهاد الشيخ المجاهد عز الدين القسام غضون معركة يعبد (بالقرب من مدينة جنين) مع جيش الاحتلال البريطاني. كان المجاهد إمام جامع الاستقلال في حيفا وهو سوري الجنسية ينحدر من مدينة اللاذقية التي أبعده عنها الاحتلال الفرنسي بسبب عدائه للاحتلال هناك. يعد الشيخ عز الدين من أوائل المؤسسين للفرق الجهادية ضد الاحتلال البريطاني، ويعد من أوائل المجاهدين ضد الاستعمار الأجنبي في الشرق الأوسط.
1936 م
25 نيسان / أبريل
زعماء الأحزاب السياسية الفلسطينية تشكل الهيئة العربية العليا برئاسة مفتي القدس الشريف الحاج أمين الحسيني.
8 ايار / مايو
مؤتمر اللجان الوطنية الفلسطينية في القدس يتخذ الشعار التالي: لا ضرائب بدون تمثيل. انطلاق ثورة 1936.
25 آب / أغسطس
المجاهد اللبناني فوزي القاوقجي يدخل فلسطين قائدًا ل 150 مجاهد عربي لمساعدة الشعب الفلسطيني ضد الاحتلال البريطاني.
11 تشرين الثاني / نوفمبر
اللجنة الملكية برئاسة اللورد بيل تصل فلسطين.
1937 م
18 كانون الثاني / يناير
اللجنة الملكية تغادر فلسطين.
أبريل
عصابتي إيتزل والارغون، المرتبطتان بالحركة الصهيونية التنقيحية تحت قيادة زئيف جابوتينسكي، تطالبان بالقيام بهجمات مسلحة ضد الفلسطينيين.
7 يوليو
اللجنة الملكية (بيل) توصي بتقسيم فلسطين إلى دولة يهودية تضم 33 ٪ من البلاد بما في ذلك حيفا والجليل والسهل الساحلي شمال أسدود؛ والدولة العربية في باقي البلاد لتصبح جزءا من شرق الأردن؛ والقدس تبقا تحت الانتداب البريطاني. لنجاح خطة التقسيم اشترطت اللجنة نقل (أو ترحيل) الفلسطينيين من الجزء اليهودي إلى الجزء العربي حتى إذا كان النقل إجباري.
23 تموز / يوليه
الهيئة العربية العليا ترفض اقتراح اللجنة الملكية وتطالب بالاستقلال مع توفير الحمايات الشرعية «لليهود والاقليات الأخرى» وتوفير حماية المصالح البريطانية في المنطقة. ثورة 1936 تتفاقم.
سبتمبر
انعقاد المؤتمر القومي العربي في بلودان - سورية وحضره 450 مندوبًا من البلدان العربية. يعلن المؤتمر رفضه لأقتراح التقسيم وطالب بانهاء الانتداب، وقف الهجرة الصهيونية، ومنع نقل ملكيه الأراضي القلسظينية للصهاينة.
1 تشرين الأول / أكتوبر
الاحتلال البريطاني يحل الهيئة العربية العليا وكل التنظيمات السياسية الفلسطينية، ويبعد خمسة من القادة الفلسطينيين. الحاج امين الحسيني يهرب للبنان.

11 تشرين الثاني / نوفمبر
الاحتلال البريطاني يُنشئ محاكم عسكرية لمكافحة الثورة الفلسطيني.
1938 م
نيسان إلى آب
العصابات الصهيونية إيتزل / ارغون تقتل 119 فلسطيني، والفلسطينيون ينتقمون بقتل 8 يهود.

حزيران
الضابط البريطانى أوردي وينجيت ينظم فرق الليل الخاصة التي كان من ضمنها أعضاء قياديين من الهاغانا. كانت فرق الليل هذه تقوم بعمليات إرهابية انتقامية ضد القرى الفلسطينية يكثر فيها العقاب الجماعي كهدم البيوت وعمليات القتل والتعذيب. خلال هذه الفترة اكتسبت الهاغانا خبرات هائلة بالتعامل مع الشعب الفلسطيني الذي مكنها بالفوز بحرب 1948 وتطهير فلسطين عرقيًا من سكانها الأصليين.
18 تشرين الأول / أكتوبر
قادة الاحتلال البريطانيين يتولون إدارة المحافظات الفلسطينية للمساعدة في قمع الثورة. الاحتلال البريطاني يعزز من تواجده العسكري في فلسطين بإمدادات من جنود بريطانية من إنجلترا والهند.
19 تشرين الأول / أكتوبر
الاحتلال البريطاني يستعيد السيطرة على المدينة القديمة في القدس الشريف من المجاهدين الفلسطينيين.

9 تشرين الثاني / نوفمبر
تقرير لجنة هولم الفنية البريطانية (كانون الثاني / يناير - 1938) يعلن عدم إمكانية تطبيق اقتراح التقسيم الذي سبق طرحه من قبل لجنة بيل. البريطانيين يدعون لمؤتمر في لندن لمناقشة مسألة فلسطين يحضره العرب والفلسطينيون والصهاينة.

## منذ عام 1939 - 1946 م
1939
7 شباط / فبراير
يبدأ مؤتمر لندن.
27 آذار / مارس
مؤتمر لندن ينتهى بدون اتفاق.
23-22 مايو
مجلس العموم البريطاني يصوت 268 إلى 179 للمصادقة على الكتاب الأبيض الصادر عن وزير الدولة الاستعمارية مالكولم ماكدونالد. الكتاب الأبيض يدعو إلى استقلال مشروط لدولة فلسطينية موحدة بعد عشر سنوات؛ قبول 15,000 مهاجر يهود لفلسطين سنويا لمدة خمس سنوات، أي هجرة بعد ذلك تخضع للموافقة العربية؛ حماية الأراضي الفلسطينية من التسرب للصهاينة. مسؤول بريطاني قدر عدد الفلسطينيين الذين قتلوا أو اُعدموا من قبل الشرطة العسكرية البريطانية كان 4,000-3,500 وقتل حوالي 500 يهودي في نفس الفترة.
1 أيلول / سبتمبر
اندلاع الحرب العالمية الثانية.
أكتوبر
تشكيل عصابة شتيرن الصهيونية بقيادة إبراهام ستيرن.

## منذ عام 1940 م حتى الوقت الحاضر
وصول أكثر من 60,000 صهيوني لفلسطين بما في ذلك 20,000-25,000 مُهاجر صهيوني دخلوا فلسطين بصورة غير قانونية (من نيسان / أبريل 1939 إلى كانون الأول / ديسمبر 1945)، مما أدى لزيادة عدد السكان اليهود في فلسطين إلى 31 ٪. نسبة ملكية الأراضي الصهيونية ترتفع إلى 6.0 ٪ من مساحة فلسطين.
1940 م
28 شباط / فبراير
يجري تنفيذ قانون منع نقل ملكية الأراضي للصهاينة كما أوصى به الكتاب الأبيض الصادر في عام 1939.
1942 م
فبراير
قتل الشرطة البريطانية لإبراهام شتيرن. تجدر الإشارة إلى أن عصابة شتيرن تلقت الدعم المالي والعسكري من ألمانيا النازية وإيطاليا الفاشية لإرهاب الانتداب البريطاني والشعب الفلسطيني غضون الحرب العالمية الثانية.
مايو
انعقاد مؤتمر بلتيمور في نيويورك الذي حضره القادة الصهاينة من فلسطين والولايات المتحدة، وطالب المؤتمر «بإنشاء دولة يهودية في فلسطين.»
1943 م
نوفمبر
الخمس سنوات المسموح فيها لهجرة اليهود تنتهي أبريل 1944 بحيث يشمل جميع التأشيرات التي سُمح بها 75,000 في عام 1939 بناءً على توصيات الكتاب الأبيض.
1944 م
يناير
عصابتي شتيرن وإيتزل يندمجان ويشنان حملة إرهابية ضد البريطانيين والفلسطينيين بسبب توصيات الكتاب الأبيض الصادر في عام 1939.
6 تشرين الثاني / نوفمبر
عصابة شتيرن تقتل اللورد موين وزير الدولة البريطاني المقيم في القاهرة.
1945 م
8 أيار / مايو
نهاية الحرب العالمية الثانية في أوروبا.
سبتمبر
تحت سيطرة الهاغانا تستأنف الهجرة اليهودية واسعة النطاق إلى فلسطين بطريقة غير مشروعة.
13 تشرين الثاني / نوفمبر
وزير الخارجية البريطاني أرنست بيفين يعلن استمرار الهجرة اليهودية إلى فلسطين بعد استنفاذ الحصة المخصصة في الكتاب الأبيض الصادر عام 1939.
1946 م
6 آذار / مارس
لجنة التحقيق الأنجلو - أمريكية تصل لفلسطين، التي اقترحت في عام 1945 الورقة البيضاء.
مايو
تقرير لجنة التحقيق الأنجلو - أمريكية يقدر حجم القوات المسلحة الصهيونية بِ 69,000-61,000 جندي مقسمين كالتالي: هاغانا: 64,000-58,000 ؛ إيتزل: 5,000-3,000 ؛ شتيرن: 300-200، وتعلن أنهم ما هم إلا «جيش خاص» غير قانوني. توصي اللجنة بقبول 100,000 مُهاجر يهودي إلى فلسطين وإلغاء قانون حظر نقل ملكية الأراضي للصهاينة. الفلسطينيون يعلنون الإضراب احتجاجا على هذه التوصيات.
12-11 يونيو
اجتماع جامعة الدول العربية في بلودان - سوريا وتتخذ قرارات سرية يحذرون فيها بريطانيا والولايات المتحدة بأن تجاهل حقوق الشعب الفلسطيني سينعكس سلبًا على مصالحهم النفطية والتجارية في الوطن العربي.
تموز
الكتاب الأبيض البريطاني عن الإرهاب في فلسطين يتهم الهاغانا بالتعاون مع شتيرن وإيتزل في أعمال التخريب والعنف.
22 تموز / يوليه
واحد وتسعون بريطانيًا وفلسطينيًا ويهوديًا قتلوا عندما فجرت عصابة إيتزل الإرهابية جزءًا من فندق الملك داوود في القدس الذي كان مقرًا لحكومة الاحتلال البريطاني قبل النكبة.
31 تموز / يوليه
اللجنة الأنجلو - أمريكية في لندن تقترح خطة إتحادية لحل مشكلة فلسطين. القادة الصهاينية والقادة الفلسطينيون يرفضون الخطة.
1947 م
26 كانون الثاني / يناير
إعادة افتتاح مؤتمر لندن.
10-7 فبراير
وزير الخارجية البريطاني إرنست بيفين يقترح بديل لخطة لجنة الأنجلو - أمريكية في مؤتمر لندن. الوكالة اليهودية والمندوبين العرب في لندن يرفضون الاقتراح.
18 شباط / فبراير
بيفين يعلن تقديم مشكلة فلسطين إلى الأمم المتحدة.
28 نيسان / أبريل - 15 أيار / مايو
الدورة الاستثنائية للجمعية العامة بشأن مشكلة فلسطين تؤدي إلى تعيين أحد عشر عضوا للجنة الخاصة بشأن فلسطين (UNSCOP).
8 أيلول / سبتمبر
اللجنة الخاصة بشأن فلسطين تنشر تقريرها. أغلبية الأعضاء توصي بتقسيم فلسطين لدولتين: دولة يهودية ودولة عربية، والأقلية توصي بتقسيم بحل فيدرالي.
19-16 سبتمبر
الجامعة العربية تندد بتوصيات اللجنة بتقسيم فلسطين، وتعيين لجنة عسكرية للإشراف على الاحتياجات الدفاعية للفلسطينيين.
26 أيلول / سبتمبر
أرثر كريش جونز الوزير الاستعماري البريطاني يعلن النية بإنهاء الانتداب البريطاني على فلسطين.
29 أيلول / سبتمبر
الهيئة العربية العليا ترفض قرار التقسيم.
2 تشرين الأول / أكتوبر
الوكالة اليهودية تقبل بقرار التقسيم.
15-7 أكتوبر
الجامعة العربية تجتمع في عاليه - لبنان. حذر رئيس اللجنة الفنية اللواء العراقي إسماعيل صفوت من الأخطار التي تمثلها الصهيونية في نهاية الانتداب وحث الدول العربية على حشد كل ما في وسعها من قوة وبذل الجهود لمكافحة النوايا الصهيونية. تم التعهد للجنة الفنية العسكرية بمليون جنيه استرليني.
29 تشرين الأول / أكتوبر
بريطانيا تقول أنها ستترك فلسطين في غضون ستة أشهر إذا لم يتم التوصل لتسوية قبل ذلك.
27 تشرين الثاني / نوفمبر
تقرير اللواء إسماعيل صفوت يحذر من استحالة تغلب القوات غير النظامية العربية على القوات الصهيونية، وحث تنظيم قوة عسكرية عربية فعالة؛ شجع تدريب الشعب الفلسطيني ليدافع عن نفسه.
29 تشرين الثاني / نوفمبر
توصي الجمعية العامة للأمم المتحدة بخطة لتقسيم فلسطين وتخصص فيها 56.5 ٪ من فلسطين للدولة اليهودية و 43 ٪ للدولة العربية والقدس الشريف تحت إشراف دولي؛ 33 عضوًا صوتوا مع التقسيم مقابل 13 ضد القرار وامتناع 10 أعضاء عن التصويت. انسحاب الممثلين العرب.
30 تشرين الثاني / نوفمبر
الهاغانا تعلن التعبئة العامة وتدعو اليهود التي أعمارهم تتراوح ما بين 17 و 25 سنة للتسجيل في الخدمة العسكرية.
ديسمبر
الجامعة العربية تنظم جيش الإنقاذ (المكون من متطوعين عرب غير نظاميين تحت قيادة المجاهد فوزي القاوقجي) لمساعدة الفلسطينيين في مقاومة قرار التقسيم.
2 كانون الأول / ديسمبر
يبدأ الفلسطينيون الإضراب العام لمدة ثلاثة أيام احتجاجًا على قرار التقسيم. مصادمات بين الطائفتين تودي بحياة 8 من اليهود و 6 من فلسطينيين.
8 كانون الأول / ديسمبر
بريطانيا توصي الأمم المتحدة بأنها ستنهي الانتداب على فلسطين في 15 أيار مايو 1948، وتكوين دولتين مستقلتين بعد اُسبوعين (يهودية وفلسطينية).
17-8 ديسمبر
لجنة الجامعة العربية السياسية تعلن في القاهرة أن قرار التقسيم غير قانوني وتقرر تقديم 10,000 بندقية و 3,000 متطوع (بينهم 500 فلسطيني) و 1,000,000 جنيه استرليني للجنة الفنية العسكرية للدفاع عن فلسطين.
15 كانون الأول / ديسمبر
الاحتلال البريطاني يعلن عزمه على تسليم الشرطة في تل أبيب - بتاح تكفا للصهاينة، وفي يافا للفلسطينيين.
17 كانون الأول / ديسمبر
تقارير تنفيذية صادرة من الوكالة اليهودية تقول بأن اليهود الأمريكيين سوف يُطلب منهم مبلغ 250 مليون دولار لمساعدة الجالية اليهودية في فلسطين.
21 كانون الأول / ديسمبر 1948 - في أواخر آذار / مارس
الهاغانا وإيتزل يهاجمان القرى والتجمعات البدوية الموجودة في السهل الساحلي شمال تل أبيب في أول عملية «تطهير» عرقي.
31 كانون الأول / ديسمبر
الهاغانا وإيتزل يرتكبون مذبحة في قرية بلدة الشيخ (بالقرب من حيفا) تودي بحياة 60 مدنيًا.
كانون الأول / ديسمبر 1947 - كانون الثاني 1948
تنظيم الهيئة العربية العليا لِ 275 لجنة محلية للدفاع عن المدن والقرى الفلسطينية.
1948 م
يناير
قائد الثوار الفلسطيني عبد القادر الحسيني يعود سرًا إلى فلسطين بعد عشر سنوات في المنفى لتنظيم المقاومة ضد قرار التقسيم.
8 كانون الثاني / يناير
أول كتيبة مكونة من 330 مجاهد عربي يصلون فلسطين.
10 كانون الثاني / يناير
هجوم جيش الإنقاذ على مستوطنة كفار تزولد وصُد الهجوم بمساعدة الاحتلال البريطاني.
14 كانون الثاني / يناير
الهاغانا توقع على صفقة أسلحة كبيرة مع تشيكوسلوفاكيا بقيمة 12,280,000 $ والتي تحتوي على 24,500 بندقية، و 5,000 رشاش خفيف، و 200 رشاش متوسط، 54 مليون طلقة و 25 طائرة ميسيرسشميتس. قبل نهاية الانتداب كان لدى الصهاينة بحد أدنى 10,740 بندقية، 1,200 رشاش، 26 مدافع ميداني، و11 مليون طلقة من الذخائر تصل إلى فلسطين. بقية الأسلحة تصل إلى نهاية أيار / مايو.
16 كانون الثاني / يناير
تقرير بريطاني للأمم المتحدة يقدر مقتل أو جرح 1,974 شخصًا في فلسطين في الفترة من 30 تشرين الثاني 1947 إلى 10 كانون الثاني 1948.
20 كانون الثاني / يناير
الإدارة البريطانية تعلن أن المناطق التي تحتوي على أغلبية يهودية أو فلسطينية سيتم تدريجيا تسليمها للطائفة ذات الأغلبية في كل منطقة.
21 و 28 كانون الثاني / يناير
الدفعة الثانية والثالثة من جيش الإنقاذ المكونة من 360 و 400 مجاهد غير نظامية يصلون فلسطين.
يناير - مارس
قادة الصندوق القومي اليهودي يشجعون إخلاء الفلسطينيين من القرى الموجودة في منطقة حيفا والهاغانا تبدأ الهجوم على القرى الموجودة بالقرب من بحيرة الحولة. البلماح يهاجم بدو النقب.
16 شباط / فبراير
جيش الإنقاذ يشن هجومًا فاشلاً على مستوطنة تيرات تزفي شمال بيسان.
18 شباط / فبراير
الهاغانا تدعو الرجال والنساء الذين تتراوح أعمارهم 35-25 للخدمة العسكرية.
24 شباط / فبراير
مندوب الولايات المتحدة إلى الأمم المتحدة يقول أن دور مجلس الأمن هو الحفاظ على السلم في فلسطين وليس فرض التقسيم. الوفد السوري يأمر بتعيين لجنة لبحث إمكانية التوصل لاتفاق بين الوكالة اليهودية والهيئة العربية العليا.
مارس
رئيس وزراء شرق الأردن توفيق أبو الهدى يجتمع سرًا مع وزير الخارجية البريطاني بيفين، ويتفقان بأن تواجد جيش شرق الأردن في فلسطين سيقتصر في المنطقة المُخصصة للدولة العربية المبينة في قرار التقسيم.
7-5 مارس
المجاهد فوزي القاوقجي يدخل فلسطين ويتولى قيادة كتائب جيش الإنقاذ في جنين ونابلس وطولكرم داخل المساحة المُخصصة للدولة العربية.
6 آذار / مارس
الهاغانا تعلن التعبئة العامة.
10 آذار / مارس
تصويت مجلس العموم البريطاني على إنهاء الانتداب البريطاني على فلسطين في 15 أيار/مايو. انتهاء الهاغانا من وضع اللمسات الأخيرة على خطة دال التي نصت على الغزو العسكري للمنطقة التي خصصتها الأمم المتحدة للدولة العبرية وعلى غزو جزء كبير من الأراضي المخصصة للدولة الفلسطينية.
18 آذار / مارس
يستقبل الرئيس الأمريكي ترومان سرًا الزعيم الصهيوني حايم وايزمان ويتعهد بالاعتراف بالدولة اليهودية في 15 أيار/مايو.
20-19 مارس
مندوب الولايات المتحدة يطلب من مجلس الأمن العمل على وقف خطة التقسيم وعقد جلسة استثنائية للجمعية العامة لمناقشة خطة وصاية دولية على فلسطين. العرب يوافقون على اقتراح الوصاية ولكن بصورة محدودة والقبول بالهدنة إذا الصهاينة يقبلون فيها أيضا. الوكالة اليهودية ترفض الوصاية.
25 آذار / مارس
الرئيس ترومان يدعو إلى الهدنة الفورية وتقول الولايات المتحدة أنها ستتقاسم المسؤولية على الوصاية المؤقتة لفلسطين.
30 آذار / مارس - 15 أيار / مايو
قامت وحدة الأسكندروني في هاغانا بالحملة الثانية في السهل الساحلي «للتطهير» العرقي مع مشاركة وحدات أخرى. قبل انسحاب قوات الاحتلال البريطاني، قامت الهاغانا بهجمات وعمليات تطهير عرقي للسكان الفلسطينيين في المنطقة الساحلية الموجودة بين حيفا ويافا.
1 نيسان / أبريل
تسليم الشحنة الأولى من صفقة الأسلحة التشيكية: السفينة «نورا» تصل حيفا من يوغوسلافيا وفيها 4,500 بندقية، و 200 رشاش خفيف و 5 ملايين طلقة ذخيرة. يصل عن طريق الطائرات 200 بندقية و 400 رشاشًا والكثير من الذخيرة. الدورة الاستثنائية للجمعية العامة في مجلس الأمن توافق على الاقتراح الأمريكي للهدنة التي سيتم ترتيبها من خلال الوكالة اليهودية والهيئة العربية العليا.
4 نيسان / أبريل
هاغانا تبدأ تنفيذ خطة دال.
15-4 أبريل
جيش الإنقاذ يهاجم مستوطنة مشمار هعيميك وتدحرهم قوات الهاغانا. وحدات الهاغانا: الكارميلي، البلماح، الأسكندروني ووحدات اُخرى يحتلون قرى في مرج ابن عامر.
15-6 أبريل
ابتداء تطبيق عملية نحشون وهي أول عملية من خطة دال: وحدة جفعاتي مع وحدات اُخرى تستولي على قرى موجودة على جانبي طريق تل أبيب - القدس من الميليشيات الفلسطينية المحلية.
8 نيسان / أبريل
عبد القادر الحسيني - قائد المجاهدين الفلسطينيين في منطقة القدس - استشهد غضون الهجوم المضاد الذي شُن لاسترداد قرية القسطل.
9 نيسان / أبريل
عصابتي إيتزل وشتيرن الإرهابيين يقترفان مذبحة ضد المدنيين في قرية دير ياسين (غربي القدس الشريف) التي استشهد فيها أكثر من 95 فلسطيني مدني. هذه المذبحة تعد منعطف مهم وخطير في حياة الشعب الفلسطيني لأن الصهاينة استخدموها كأكبر وسيلة لتفريغ فلسطين من سكانها الأصليين، وفي الكثير من الأحيان تم هذا التفريغ السكاني بلا قتال لأن الكثير من الفلسطينيين فروا للمحافظة على الأرواح وخاصةً الأعراض. يرجى الملاحظة بأن الصهاينة هوّلوا من هذه المذبحة عن قصد في عدة نواحي (خاصةً في حالة انتهاك الأعراض مع أنه لم يحدث اغتصاب أو بقر بطون الحوامل على الإطلاق) لعلمهم المُسبق عن حرص المجتمع الفلسطيني بالمحافظة على أعراضهم. فنقطة الضعف هذه موجودة في كل مجتمعات الشرق الأوسط.
12 نيسان / أبريل
المجلس الصهيوني العام يقرر إنشاء دولة يهودية مستقلة في فلسطين في 16 أيار / مايو بعد انتهاء الانتداب البريطاني.
20-13 أبريل
تنفيذ عملية هأريل من خطة دال تبدأ بعد انتهاء عملية ناحشون. الهجوم على القرى المحيطة بطريق القدس - يافا وتدميرهم بعد تطهير القرى عرقيًا من سكانهم.
15 نيسان / أبريل - 25 أيار / مايو
تنفيذ عملية يفتاح: الوحدة الضاربة في الهاغانا (البلماح) تسيطر على مدينة صفد من جيش الإنقاذ والميليشيات الفلسطينية المحلية في 9-10 أيار. الاعتداءات والحرب النفسية تُستخدم لتطهير القرى الموجودة في شرق الجليل والجليل عرقيا من سكانها. عملية ماتاتي (بمعنى مكنسة في العبرية) تطهر عرقيًا البدو والقرويين الفلسطينيين من المنطقة الموجودة جنوبي مستوطنة روش بينا (شرقي صفد) وتدفع السكان باتجاه نهر الأردن.
17-16 أبريل
لواء غولاني وحدة البلماح يحتلون طبرية بعد انسحاب القوات البريطانية. تطهير المدينة عرقيًا بالكامل من سكانها الفلسطينيين.
17 نيسان / أبريل
يطالب مجلس الأمن بهدنة عسكرية وسياسية.
20 نيسان / أبريل
الولايات المتحدة تقدم خطة الوصاية على فلسطين للأمم المتحدة.
21 نيسان / أبريل
تنفيذ عملية ميسباراييم (بمعنى المقص بالعبرية): انسحاب القوات البريطانية المفاجئ من حيفا مهد لهجوم الهاغانا الشامل ضد المدينة وسكانها الفلسطينيين. هجوم بقذائف الهاون الثقيلة يرافقه قصف الأحياء السكنية الفلسطينية.
22 نيسان / أبريل
إنهيار المقاومة الفلسطينية المحلية في حيفا. حيفا تطهر عرقيًا من سكانها الفلسطينيين ويجبرون على الخروج تحت القصف الصهيوني.
25 نيسان / أبريل
إيتزل تشن قصف بالهاون على أحياء يافا السكنية؛ هجوم أرضي لقطع حي المنشية عن باقي المدينة.
30-26 أبريل
وحدات هأريل وعتزيوني ينفذان عملية ييفوسي في القدس وما حولها؛ هجوم على القدس الشرقية واحتلال الهاغانا لحي الشيخ جراح ولكن يجبرهم الجيش البريطاني على الانسحاب؛ احتلال حي القطمون في القدس الغربية وتطهير سكانه الفلسطينيين عرقيًا بالكامل.
27 نيسان / أبريل - 5 أيار / مايو
تنفيذ عملية حاميتز: تشن الهاغانا هجوم أرضيًا ضد الضواحي الشرقية ليافا والقرى المجاورة لقطع المدينة من الجهة الشرقية. نتيجة لهجوم مشترك من الهاغانا وإيتزل يُطهرون عرقيًا أكثر من 50,000 من سكان المدينة معظمهم هربوا ذعرًا عن طريق البحر.
30 نيسان / أبريل
احتلال الهاغانا لكافة الأحياء الفلسطينية في القدس الغربية (القطمون، البقعة، الطالبية وماميلا والمصرارة) وتطهيرهم للمنطقة عرقيًا من سكانها الفلسطينيين.
1 أيار / مايو
اقتراف الصهاينة لمذبحة في قرية عين الزيتون - صفد التي تودي بحياة 70 شهيد.
3 أيار / مايو
فرار 175,000 - 200,000 لاجئ فلسطيني من المناطق التي احتلها الصهاينة.
16-8 مايو
وحدة هأريل ولواء جفعاتي ينفذون عملية مكّأبي. احتلال القرى المحيطة بطريق الرملة - اللطرون.
9 أيار / مايو - 1 حزيران / يونية
تنفيذ عملية باراك: هجوم لواء جفعاتي ولواء النقب جنوب وغرب مدينة الرملة.
15-10 ايار / مايو
لواء غولاني يحتل مدينة بيسان ويطهر سكانها عرقيًا، ويهاجم القرى الموجودة جنوب بحيرة طبرية.
14-12 مايو
وصول ثاني وثالث شحنة أسلحة للصهاينة من تشيكوسلافيا: 5,000 بندقية و 1,200 رشاش، و 6 ملايين طلقة ذخيرة.
13 أيار / مايو
جيش شرق الأردن، جيش الإنقاذ، والميليشيات الفلسطينية المحلية تهاجم وتحتل مستوطنات عتسيون الصهيونية انتقاما للهجمات على الخليل. استسلام يافا رسميا للهاغانا.
21-13 مايو
لواء كارميلي ينفذ عملية بن عامي ويحتل عكا والمنطقة الساحلية شمال المدينة.
14 أيار / مايو
الهاغانا تنفذ عملية كيلشون (المعزقة) لاحتلال المناطق الإستراتيجية في القدس التي أخلاها الجيش البريطاني واحتلال الأحياء العربية الموجودة خارج المدينة القديمة من القوات العربية غير النظامية.
الهاغانا تنفذ عملية سشفيفون لاحتلال مدينة القدس القديمة.
إعلان دولة إسرائيل في تل أبيب في الساعة الرابعة مساءً.
اعتراف الرئيس ترومان بدولة إسرائيل.
15 أيار / مايو
انتهاء الانتداب البريطاني. إعلان دولة إسرائيل يدخل حيّز التنفيذ.
17-15 مايو
الجيش اللبناني يعبر الحدود ويحرر مؤقتًا قريتي المالكيا وقدس من الهاغانا ولكن اُجبروا على الخروج من قلعة النبي يوشع.
28-15 مايو
جيش الأردن يعبر نهر الأردن ويتحرك صوب القدس ويحتل مستوطنات عطروت والنبي يعقوب الموجودتان شمال المدينة (17 أيار/ مايو). في القدس، يحرر جيش الأردن حي الشيخ جراح (16 أيار/ مايو) وفشل باحتلال فندق النوتردام (17-25 أيار / مايو)، ولكنه سيطر على الحي اليهودي في المدينة القديمة (28 أيار / مايو).
23 أيار / مايو
اقترفت مذبحة الطنطورة ضد المدنيين وأسرى الحرب التي استشهد فيها قرابة 250 فلسطيني.
15 أيار / مايو - 4 حزيران / يونية
الوحدات العراقية تعبر نهر الأردن ولكن تم صدهم عن القلعة الصليبية بيلفوير وينسحبون بعد أسبوع من حصارهم لمستوطنة غيشر. الجيش العراقي يسيطر على منطقة المثلث: نابلس، جنين، وطولكرم مثلث - (24 أيار). الهاغانا تهاجم جنين وتطرد القرويين (28-31 أيار / مايو)؛ وتُحتل المدينة لفترة وجيزة قبل تحريرها في 3-4 حزيران من قبل الجيش العراقي والمليشيات المحلية.
15 أيار / مايو - 7 حزيران / يونية
القوات النظامية المصرية تعبر الحدود وانتقالها إلى الساحل وسيطرتها على أسدود واحتلالها لمستوطنتي ياد موردخاي (24 أيار/ مايو) ونيتزانيم (7 حزيران) في النقب. طابور من المجاهدين المصريين (غالبيتهم كانوا مجاهدين من حركة الإخوان المسلمين) يتحرك نحو بيت لحم ويرتبط مع الجيش الأردني. معركة مع الجيش الإسرائيلي (21-25 أيار) للسيطرة على مستوطنة رامات راحيل جنوب القدس التي احتلها العرب عدة مرات وأخيرًا احتفظ بها الصهاينة.
16 أيار / مايو - 10 حزيران / يونية
الجيش السوري يعبر الحدود ومؤقتًا يحتل مستوطنة زينياش (18-20 مايو)، وتم صد هجماته على المستوطنتين دغانيا ألف وباء (20 أيار / مايو)، واحتلاله مستوطنة مشمار هاياردين (10 حزيران/ يونية). الجيش السوري والجيش اللبناني ومجاهدون عرب يحررون قرية المالكيا (6 حزيران / يونيو).
30-16 مايو
تنفيذ عملية بن نون: وحدة شيفا وألوية أخرى تفشل باحتلال اللطرون من الجيش الأردني في محاولة لفتح طريق القدس - يافا، ولكن تم احتلال القرى المجاورة.
20 ايار / مايو
مجلس الأمن الدولي يعين الكونت فولك برنادوت كوسيط لها في فلسطين.
22 أيار / مايو
يدعو مجلس الأمن إلى وقف إطلاق النار.
10-9 حزيران
شن عملية يورام من قبل ألوية هأريل ويفتاح ضد الجيش الأردني في منطقة اللطرون لكنها مُنيت بالفشل.
11 حزيران - 8 تموز / يوليه
الهدنة الأولى
29-28 يونيو
الكونت برنادوت يقترح اتحاد اقتصادي وعسكري وسياسي بين الدولة الفلسطينية، دولة شرق الأردن، والدولة اليهودية: النقب ووسط فلسطين يكونان تحت سيطرة العرب. الجليل الغربي تحت سيطرة اليهود؛ أن تكون القدس جزءًا من دولة عربية مع الاستقلال الإداري لليهود؛ حيفا ويافا تكونان موانئ حرة ومطار اللد مطار حراً أيضًا. تم رفض الاقتراح من الجانبان.
7 يوليو
يدعو مجلس الأمن لتمديد الهدنة.
18-7 يوليو
تنفيذ عملية داني: احتلال مدينتي اللد والرملة من الميليشيات الفلسطينية المحلية بعد انسحاب الجيش الأردني فجأة. تطهير المدينتين عرقيًا من سكانهم. ثلاثة أو أربعة ألوية إسرائيلية تحتل القرى على طول طريق القدس ويافا، والقرى الموجودة شرقي يافا. لواء يفتاح يهاجم الجيش الأردني في منطقة اللطرون (17 يوليو) وينتهي الهجوم بهدنة ثانية.
14-8 يوليو
تنفيذ عملية دِكِل: ألوية كارميلي وشفعا تهاجم شرقي وجنوبي مدينة عكا. احتلال الناصرة من جيش الإنقاذ بقيادة القاوقجي ويحتل الجيش الإسرائيلي الجليل الأسفل.
11-8 تموز
تنفيذ عملية آن فار: لواء غيفعاتي يهاجم المصريين ويطهرون عرقيًا القرى جنوبي مدينة الرملة.
18-9 تموز
محاولة فاشلة من لواء كارميلي لإستعادة مستوطنة مشمار ها ياردين (جنوب بحيرة طبريا) من الجيش السوري.
15 تموز / يوليه
مجلس الأمن يدعو الحكومات والسلطات المعنية بإصدار أوامر لوقف إطلاق نار شامل ونهائي وأن يبدأ في غضون ثلاثة أسابيع.
17 تموز
تنفيذ عملية قديم لاحتلال مدينة القدس القديمة ولكنها صُدت من قبل الجيش الأردني والمليشيات المحلية.
18 تموز - 15 تشرين الأول / أكتوبر
الهدنة الثانية.
26-24 تموز
عملية شوتير: ألوية كارميلي، الأسكندروني، والغولاني يهاجمون ويحتلون المثلث الصغير جنوب حيفا في غضون فترة الهدنة الثانية المكون من خمسة قرى: إجزم، عين غزال، جبع، كفر لام، والصرفند. يرجى الملاحظة بأن هذه القرى الخمسة هي القرى الوحيدة في فلسطين التي شكلت خطة للدفاع المشترك، وباقي القرى كانت كل على انفراد مع بعض الفزعات المتفرقة هنا وهناك. لهذا السبب كان بإمكانهم المقاومة والاستبسال على الرغم من شحة الأسلحة. استغل الصهاينة نقطة الضعف هذه للاستفراد بمهاجمة القرى الفلسطينية وهكذا سقطت فلسطين من قلة التنظيم والعمل المشترك.
16 آب / أغسطس - نهاية أيلول / سبتمبر وابتداء أكتوبر
ألوية يفتاح والنقب يهاجمان ويُطهران عرقيًا البدو وسكان القرى في منطقة النقب.
28-24 أغسطس
تنفيذ عملية نيكايون (تعني التطهير في العبرية): لواء جفعاتي يحتل المنطقة الساحليه غربي يبنا وشمال أسدود.
16 أيلول / سبتمبر
وسيط الأمم المتحدة الكونت برنادوت يقدم اقتراح جديد لتقسيم فلسطين إلى دولة عربية تدمج مع شرق الأردن وتشمل النقب ومدينتي الرملة واللد؛ الدولة اليهودية في كل الجليل؛ القدس منطقة دولية؛ العودة والتعويض للاجئين. الاقتراح رفض من جامعة الدول العربية وإسرائيل.
17 أيلول / سبتمبر
اغتيال وسيط الأمم المتحدة الكونت برنادوت في القدس من قبل عصابة شتيرن الأرهابية. يخلفه نائبه الأميركي رالف بانش.
15 تشرين الأول / أكتوبر إلى 9 تشرين الثاني / نوفمبر
عمليات إيوعاف وها حار: ألوية النقب، جفعاتي، ويفتاح تهاجم الجيش المصري ويحتلون بئر السبع، أسدود، المجدل عسقلان والشريط الساحلي حتى ياد مردخاي وحتى قرى مرتفعات الخليل. لواء هأريل يحتل ممر القدس الجنوبي.
31-29 أكتوبر
عملية حيرم : جيوب في الجليل الأعلى يحتلها ألوية جفعاتي، عوديد، وشفعا من جيش الإنقاذ والتطهير العرقي لعشرات الآلاف من السكان الأصليين. يحتل الجيش الإسرائيلي جنوب لبنان حتى نهر الليطاني. في التاسع والعشرين من تشرين الأول / أكتوبر 1948، قام الجيش الإسرائيلي بارتكاب مذبحة في قرية صفصاف (صفد) التي استشهد فيها فيها أكثر من 60 مدني، وفي نفس الوقت اُقترفت مذبحة الدوايمة (غربي الخليل) التي استشهد فيها أكثر من 150 مدني.
نوفمبر
لواء هأريل يُطهر عرقيًا سكان القرى الفلسطينية بالقرب من معبر القدس الغربي (باب الواد) من قوات الجيش الأردني. 4 تشرين الثاني / نوفمبر يصدر قرار مجلس الأمن يدعو إلى انسحاب القوات إلى المواقع التي كانت تحتلها قبل 14 تشرين الأول / أكتوبر والدعوة لإقامة خطوط للهدنة الدائمة.
منتصف تشرين الثاني / نوفمبر 1949
الجيش الإسرائيلي يُطهر عرقيًا سكان القرى الموجودين 15-5 كلم داخل الحدود اللبنانية والذي تبعها تطهير عرقي لسكان قرى الجليل.
22 كانون الأول - 6 كانون الثاني / يناير 1949
بدأت عملية طرد الجيش المصري من شريط منطقة الساحل الجنوبي وفي منطقة النقب. احتلال منطقة عسلوج والعوجة. القوات الإسرائيلية تتحرك في سيناء لكن انسحبت تحت ضغط من القوات البريطانية. ألوية هأريل وغولاني يهاجمان رفح وانتهى ذلك بوقف لإطلاق النار (7 يناير).
27 كانون الأول / ديسمبر
لواء الأسكندروني يهاجم الجيش المصري في جيب الفالوجة والعراق المنشية ولكن الهجوم مُني بالفشل.
1949 م
24 شباط / فبراير
توقيع الهدنة الإسرائيلية - المصرية : مصر تحافظ على السيطرة على الشريط الساحلي المحيط برفح وغزة (فيما بعد أصبح قطاع غزة)، وانسحاب القوات المصرية من جيب الفالوجة؛ منطقة عسلوج - العوجا تكون منزوعة السلاح بعد الانسحاب الإسرائيلي منها.
نهاية فبراير
الجيش الإسرائيلي يُطهر عرقيًا سكان الفالوجة والعراق المنشية (3,000-2,000) انتهاكًا لبنود الهدنة المصرية - الإسرائيلية التي اشترطت بقاء السكان الأصليين في القريتين.
مارس
الوية غولاني والنقب يكملان احتلال النقب حتى اُم الرشراش (إيلات) بالقرب من العقبة والبحر الأحمر.
23 آذار / مارس
توقيع الهدنة اللبنانية - الإسرائيلية: القبول بحدود فلسطين في عهد الانتداب؛ انسحاب إسرائيل من معظم الأراضي اللبنانية المحتلة.
3 نيسان / أبريل
توقيع الهدنة بين إسرائيل والأردن: الأردن تتسلم المناطق التي كانت تحت سيطرت القوات العراقية (جنين - نابلس - طولكرم) وانسحابهم من منطقة المثلث المحيط لوادى عارة؛ تسيطر إسرائيل على طريق الخضيرة - عفولة؛ الوضع الراهن في القدس يقبل من قبل الطرفين.
20 تموز
توقيع الهدنة السورية - الإسرائيلية: إنشاء مناطق منزوعة السلاح في المناطق المحيطة في مستوطنة عين جيف وقرية الدردارة بما في ذلك مستوطنة مشمار ها ياردين.
2017
الرئيس الأمريكي دونالد ترامب يعترف بالقدس عاصمة لإسرائيل
2018
موجة من الغضب وجمعات أرض في الشهر الرابع من هذه السنة.